# Київський радіозавод
Київський радіозавод — підприємство радіотехнічної галузі в Києві, одне з колишніх провідних підприємств за часів Радянського Союзу, залучених у виробництво оборонно-промислового комплексу.
Товариство засновано відповідно до наказу Національного космічного агентства України від 07 серпня 2003 року № 170 шляхом перетворення державного підприємства “Київський радіозавод” у відкрите акціонерне Товариство в порядку, передбаченому Указом Президента України від 15 червня 1993 року № 210 “Про корпоратизацію підприємств” і перейменовано в публічне акціонерне Товариство згідно з вимогами Закону України «Про акціонерні товариства» від 17.09.2008р. № 514-VI (із змінами та доповненнями).

## Історія
Підприємство засноване в 1953 році за Постановою Ради Міністрів СРСР на базі електромеханічних залізничних майстерень, що функціонували з 1934 року й займалися виробництвом залізничного обладнання: ресорних пружин, ліхтарів, семафорів. Трохи згодом майстерні перетворилися на цехи.

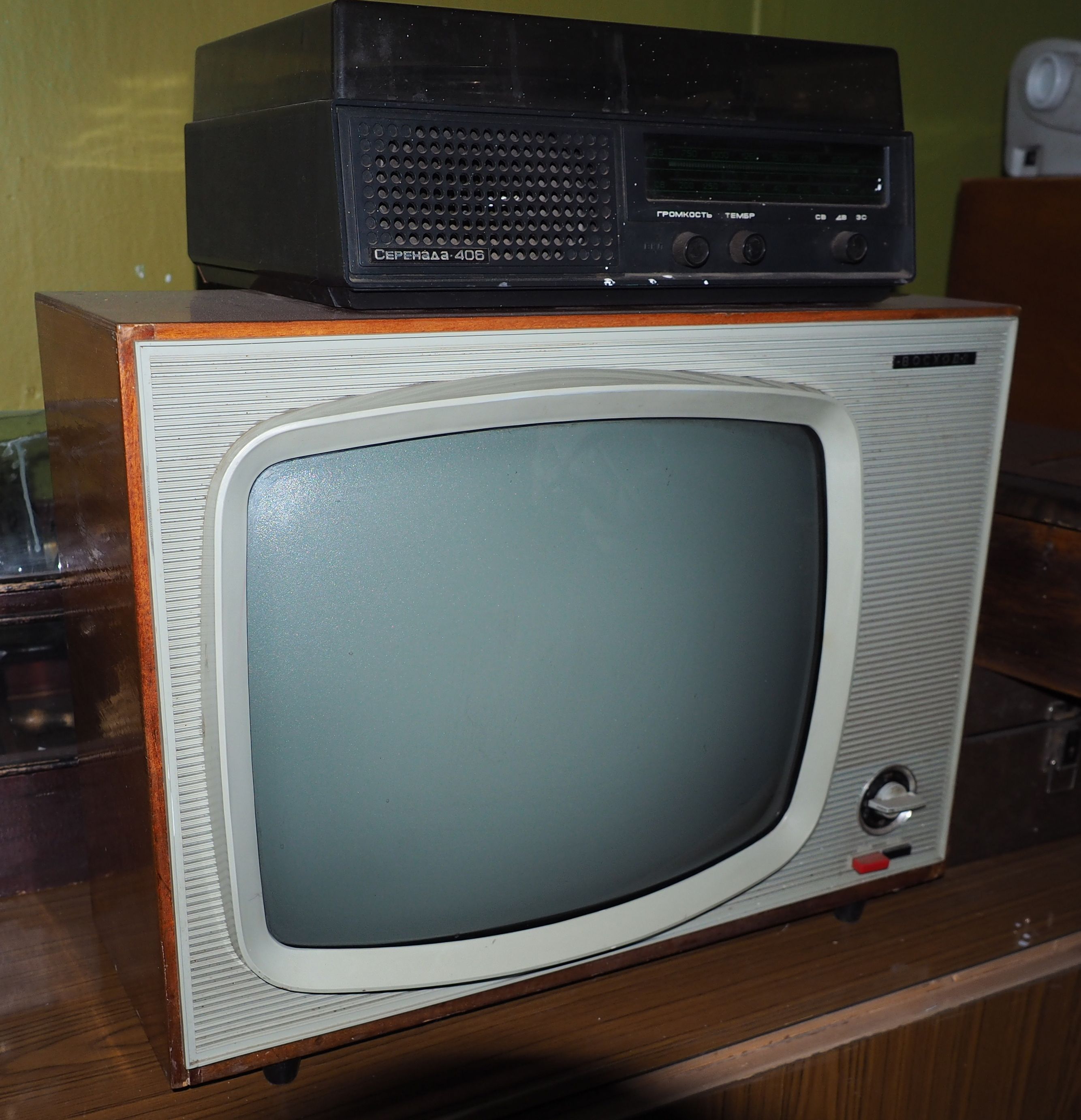
Телевізор «Восход».

В перші роки підприємство випускало радіолокаційну техніку. З 1958 року виробнича спрямованість підприємства різко змінилася, почалося опанування принципово нової техніки – складних систем керування літальними апаратами, з використанням високих технологій на базі обчислювальної техніки, мікроелектроніки, точної механіки.
Поряд з цими виробами підприємство випускало промислові газові лічильники, тензометричну апаратуру, спектроаналізометри, вироби виробничо-технічного призначення, автомати для гальванічного виробництва, автоматичні лінії для мікроелектронного виробництва.
Одночасно на підприємстві було опановано виробництво товарів народного споживання, як-от 20 моделей телевізорів «Славутич» (від телевізорів чорно-білого зображення до напівпровідникових інтегрально-модульних телевізорів кольорового зображення).

### Після відновлення незалежності
1991–1995 роки – період функціонування підприємства після припинення діяльності ВПК в умовах загальної кризи в Україні. Загальні втрати підприємства від дії негативних факторів зовнішнього середовища за цей період оцінено у 160 млн. грн.
У 1996 році відбулась перша реструктуризація підприємства. Згідно з Поставою Кабінету Міністрів України від 29 травня 1996 року №569 державне підприємство “Виробниче об’єднання “Київський радіозавод” було організоване шляхом поділу його цілісного майнового комплексу для створення на його базі 19 нових підприємств. У їх числі першим за списком було державне підприємство “Київський радіозавод”.
1997–2000 – період, коли згідно з постановою КМУ від 8 вересня 1997 року №987 на базі ДП “Київський радіозавод” була створена Державна Акціонерна Холдингова Компанія “Київський радіозавод”, у лютому 2000 році в плані подальшої реструктуризації розпочалася нова історія ДП “Київський радіозавод”.
Згідно з  наказом НКАУ від 24 січня 2000 року №9 ДП “Київський радіозавод” було відновлено як юридичну особу з виділенням його із складу Холдингової Компанії і безпосереднім підпорядкуванням  НКАУ (свідоцтво про реєстрацію № 03507 від 18.02.2000 р.), і в серпні 2003 р. було засновано відкрите акціонерне товариство “Київський радіозавод” та перейменовано в публічне акціонерне товариство згідно з вимогами Закону України «Про акціонерні товариства» від 17.09.2008 р. № 514-IV (зі змінами та доповненнями).

## Структура
- ВГСП «Спецштамп»;
- ВГСП «Механік»;
- ВГСП «Спецточмеханіка»;
- ВГСП Комплекс «Техсервіс»;
- ВГСП «Спеціальне конструкторсУке бюро»;
- ВГСП «Готель – комплекс».

## Основні напрямки діяльності підприємства та види продукції
- Ракетно-космічна техніка, деталі, вузли, корпуси для збирання апаратури стикування космічних агрегатів апаратури «Курс», роботи по перевірці якості продукції за відповідними стандартами, технічними умовами та іншої документації на умовах укладеного договору із замовником.
- Цивільна продукція:
- електронні замки ЕЗ-1, ЕЗ-1Д, ЕЗ-2, ЕЗ-2Д, ЕЗ-3Д, ЕЗ-1М, ЕЗ-2М, ЕЗ-2МД;
- деталі, вузли, окремі агрегати для виготовлення спеціального устаткування по замовленнях окремих підприємств м. Києва та України;
- виробництво пасажирських та вантажопідйомних ліфтів (інноваційна продукція);
- Послуги промислового характеру це добування підземних вод, водопостачання та водовідведення, ЦЗЛ та інші.